# Посыръя
Посыръя — река в Ивдельском городском округе Свердловской области России. Устье реки находится в 593 км от устья реки Пелым по левому берегу. Длина реки составляет 87 км, площадь водосборного бассейна — 697 км².

## Притоки
(указано расстояние от устья)
- 2,2 км: Уинъя (пр)
- 30 км: Мальтъя (пр)
- 54 км: Порыщхулюм (пр)

## Данные водного реестра
По данным государственного водного реестра России относится к Иртышскому бассейновому округу, водохозяйственный участок реки — Тавда от истока и до устья, без реки Сосьва от истока до водомерного поста у деревни Морозково, речной подбассейн реки — Тобол. Речной бассейн реки — Иртыш.
Код объекта в государственном водном реестре — 14010502512111200011758.